# Dillwynia ramosissima
Dillwynia ramosissima är en ärtväxtart som beskrevs av George Bentham. Dillwynia ramosissima ingår i släktet Dillwynia och familjen ärtväxter. Inga underarter finns listade i Catalogue of Life.